# Théâtre de la Batte
Le Théâtre de la Batte, ou Théâtre sur la Batte, était un théâtre situé sur la Batte à Liège, sur la rive gauche de la Meuse.

## Historique
Au début du XVIIIe siècle, Liège ne possédait qu'un seul théâtre en brique construit en 1740 situé au coin de la rue Hongrée et de la Batte et connu sous le nom de Baraque. Situé au milieu du quai, le théâtre fut démoli en 1760 afin de ne plus gêner le commerce des bateliers.
Le Conseil de la Cité, souhaitant un théâtre digne de ce nom, confia la construction d'un nouveau théâtre à Barthélemy Digneffe. Le Conseil décida par recès du 7 février 1767 d'installer cette nouvelle salle de spectacle au-dessus du bâtiment de La Douane, bâtiment jouxtant l'ancien théâtre de la Baraque.
Le bâtiment de la douane était un grand bâtiment construit en 1545 pour être une halle au blé, connu aussi sous le nom de Grande Halle à Meuse. Cette halle devint par la suite la Maison du Poids public, celle-ci est décrite par Philippe de Hurges en 1615.
La salle de La Comédie, pouvant contenir entre 400 et 500 personnes, est inaugurée le 19 septembre 1767 par l'opéra Li Voëgge di Chôfontaine de Jean-Noël Hamal.
Le théâtre connu un grand succès jusqu'au 1er janvier 1805, date où il fut détruit par un incendie pendant la nuit.